# Maurice-Yvan Sicard
Maurice-Yvan Sicard (pseudoniem Saint-Paulien; (Le Puy-en-Velay, 21 mei 1910 – 10 december 2000) was een Franse journalist en extreemrechtse politieke activist.
Hij was aanvankelijk leraar en journalist voor kranten als Spectateur en Germinal. In 1926 werd Sicard lid van de Parti Populaire Français (PPF) en nam snel het redacteurschap over van hun krant Jeunesses de France. Hij nam in 1937 het redacteurschap over van hun hoofdkrant L'Émancipation nationale en werd snel een leidende figuur in de partij en werd in 1938 lid van het Politburo. Hij was ook de propagandasecretaris van de PPF.
Als een schrijver werd Sicard betiteld voor zijn zeer pro-Duits en antisemitische ideeën en raakte betrokken bij de collaboratie tijdens de Duitse bezetting. Hij ging verder met het uitgeven van de L'Émancipation nationale tijdens de bezetting en werd in 1942 benoemd tot nationaal secretaris voor pers en propaganda namens het Vichy-regime. Hij diende ook in het central raad Rassemblement pour la Révolution nationale van Philippe Pétan en was lid van de Comité d’action antibolchévique.
Sicard maakte deel uit van het bestuur van de PPF tijdens de dienst van Jacques Doriot bij de Légion des Volontaires Français contre le Bolchévism. In deze rol heeft hij in december 1943 blijk gegeven van een zeldzaam geval van niet-collaboratie toen hij de eigenlijke leider van de PPF was boycotte hij een door Duitsers georganiseerde bijeenkomst voor het idee van Marcel Déat voor de creatie van een overkoepelende beweging in de Rassemblement national populaire.
In september 1944 was Sicard een van de Franse collaborateurs die in ballingschap gingen in Duitsland. De PPF vestigde zich niet in Sigmaringen waar de Regeringscommissie van Sigmaringen was gevormd maar in Mainau. Later ging Sicard in ballingschap in Madrid. Hij werd bij verstek veroordeeld tot gevangenisstraf en keerde terug naar Frankrijk onder zijn pseudoniem Saint-Paulien. Ter verdediging van de collaboratie verscheen zijn werk in de Minute, Écrits de Paris, Rivarol, Arriba en Dominique Venners Europe-Action. Hij werd een actief lid van de Jeune Nation.